# Heinrich Schenker
Pour les articles homonymes, voir Schenker.
Heinrich Schenker, né le 19 juin 1868 à Wisniowczyk en Galicie (aujourd’hui en Ukraine), mort le 14 janvier 1935 à Vienne, est l'un des principaux théoriciens de la musique du XXe siècle. On lui doit une théorie de la musique tonale fondée sur une lecture extrêmement attentive des partitions : il peut être considéré comme le fondateur de l'analyse musicale moderne (voir Analyse schenkérienne), même s'il a manifesté lui-même une certaine réticence contre cette discipline qui lui paraissait incapable de rendre compte de l'œuvre musicale dans sa globalité.
Nombre de ses disciples ont émigré vers les États-Unis avant et au début de la Seconde Guerre mondiale. Ils y ont diffusé la théorie schenkérienne, notamment au départ du Mannes College de New York, où enseignait Felix Salzer, l'un des derniers disciples de Schenker. La théorie s'est progressivement imposée dans les milieux universitaires américains, mais au prix d'une normalisation qui a été critiquée.
Les théories de Schenker ont eu une importance majeure pour plusieurs musiciens, durant sa vie et après. L'un des premiers à en avoir bénéficié est le chef d'orchestre Wilhelm Furtwängler. Schenker et Furtwängler ont travaillé ensemble pendant la période 1920-35.

## Biographie
En 1884, Schenker s'installe à Vienne pour y étudier le droit (il obtient le doctorat en 1889) et, parallèlement, diverses disciplines au Conservatoire : l'harmonie et le contrepoint avec Anton Bruckner, le piano avec Ernst Ludwig. Il fait ensuite une brève carrière de pianiste accompagnateur et de compositeur, jusqu'à la fin du XIXe siècle. Il se consacre ensuite à la théorie musicale, définitivement installé à Vienne où il gagne (modestement) sa vie en donnant des cours privés de piano, d'analyse et d'interprétation. Il laisse à sa mort en 1935 un énorme corpus de textes, non seulement ceux qui ont été publiés notamment dans ses revues Der Tonwille et Das Meisterwerk in der Musik, puis dans son ouvrage posthume Der freie Satz, mais aussi plus de 100 000 pages manuscrites ou dactylographiées, conservées aujourd'hui dans plusieurs collections aux États-Unis. Ces pages inédites sont en cours d'édition sur Internet.

## Théorie
Schenker s'intéresse essentiellement à la musique tonale de la période allant de Bach à Brahms. La quasi-totalité des compositeurs qu'il étudie, à l'exception notable de Chopin, sont allemands ou viennois : Bach, Haendel, Mozart, Haydn, Beethoven, Schubert, Brahms, etc.. Pendant et après la guerre de 1914-1918, Schenker a été très imprégné des idées ultranationalistes germaniques et a proclamé la supériorité de la musique allemande sur toute autre forme de musique par réaction à la défaite de 1918 et au traité de Versailles, ainsi qu'à la Révolution soviétique de 1917 qui lui a définitivement interdit tout retour dans sa région natale. C'est la raison pour laquelle les éditions Universal, avec lesquelles Schenker était en rapports constants, n'ont pas voulu éditer Der Tonwille sous leur nom et ont créé plutôt une maison d'éditions fictive, Tonwille Verlag. Paradoxalement, ses théories et ses ouvrages furent totalement occultés dans les pays germaniques à l'arrivée au pouvoir des Nazis, en raison de la judéité de leur auteur, mais aussi de leur intellectualisme. Ses disciples comme Oswald Jonas et Felix Salzer propagèrent ses théories musicales, surtout aux États-Unis, indépendamment de tout contexte politique. Felix Salzer en particulier s'est efforcé d'appliquer l'analyse schenkérienne à des traditions non-germaniques (musique française impressionniste, Jazz, musique contemporaine et même extra-européenne, etc.).
Schenker considère la grande tradition musicale, essentiellement viennoise dont il s'occupe, comme la synthèse entre l'harmonie (lecture verticale de la musique, accords) et le contrepoint (lecture horizontale, mélodique). Il prouve par une analyse extrêmement poussée des œuvres majeures de cette tradition leur unité formelle par rapport à ces deux domaines : chaque œuvre ne se révélant en dernière analyse qu'une gigantesque « élaboration de la tonique » de la tonalité dominante de l'œuvre. La « structure fondamentale » des œuvres consiste d'abord en cette élaboration : la basse fait un arpège de l'accord, constitué au minimum de sa fondamentale et de son cinquième degré; la mélodie parcourt le même accord en descendant par des notes de passage d'une des notes de l'accord vers sa fondamentale. La rencontre entre le cinquième degré à la basse et la note de passage 2 dans 3-2-1 engendre l'accord de dominante. C'est une conception organiciste : l'harmonie ne se forme pas d'une concaténation d'accords plus ou moins indépendants, mais naît en quelque sorte de l'intérieur des accords (à commencer de celui de la tonique), comme une plante naît de sa semence. Pour Schenker les œuvres tonales sont hiérarchisées par niveaux imbriqués les uns dans les autres : certains schenkériens modernes y voient un nombre élevé de structures emboîtées, toutes sur le même modèle.
Schenker ne conçoit pas la composition comme l'application de règles mécaniques. Il a, au contraire, une pensée élitiste considérant que les possibilités qu'offrent ces règles sont infinies et que seuls des génies peuvent construire des architectures de qualité supérieure. Pour lui, les règles de la musique tonale sont les seules à pouvoir construire ce que la musique a de meilleur.
En d'autres termes, l'analyse schenkérienne peut être présentée comme l'analyse (analyse qui ne perd jamais de vue le caractère global et donc synthétique) la plus poussée de la musique tonale. Schenker fut peu compris de son vivant. Il a pourtant manifesté sa fierté de voir Wilhelm Furtwängler se passionner pour ses théories. Ce dernier étudia notamment très en profondeur la Symphonie No. 3 (l'Eroica) ou la Symphonie No. 9 de Beethoven, sur lesquelles Schenker avait publié des analyses détaillées.
Schenker, en raison de ses idées très novatrices pour l'époque, mais aussi d'un caractère plutôt arrogant, ne réussit jamais à obtenir un poste académique malgré les efforts de Furtwängler et d'autres dans ce sens.

## Impact
Dès avant sa mort, nombre de ses disciples (juifs pour la plupart) fuirent aux États-Unis où ils propagèrent ses idées. L'analyse schenkérienne demeure aujourd'hui une référence majeure dans les universités américaines. Indirectement, l'impact fut considérable sur l'ensemble de l'analyse tonale même en Europe.
Les Nazis ayant rejetés les théories de celui qui fut probablement le plus grand théoricien de la musique germanique, l'analyse schenkérienne disparut longtemps des pays germaniques et même de toute l'Europe. Ironiquement, l'analyse de la musique tonale par Schenker a néanmoins joué un rôle central au cœur de la vie musicale allemande sous le troisième Reich puisque Furtwängler, malgré son rejet du nazisme, resta en Allemagne et fut le chef d'orchestre préféré d'Hitler.
Furtwängler ne cacha jamais que Schenker fut, avec le chef d'orchestre Arthur Nikisch, la source principale de son art. Elisabeth Furtwängler témoigna de l'importance de la pensée de Schenker sur son mari même bien après la guerre : « [Furtwängler] se passionnait pour le concept d'« écoute structurelle » (Fernhören [littéralement, « écoute à distance »]) que Heinrich Schenker, comme l'écrivit Furtwängler en 1947, situe au centre de toutes ses considérations. L'« écoute structurelle », c'est-à-dire le fait d'entendre ou de percevoir sur une longue distance une grande continuité est, pour Schenker, le signe distinctif de la grande musique classique. »
Murray Perahia a lui aussi souligné sa dette envers Schenker et l'analyse schenkérienne, qu'il a connus par l'intermédiaire de ses professeurs aux États-Unis.